# بسطامي (لاعب كرة قدم)
بسطامي هو لاعب كرة قدم إندونيسي في مركز الدفاع، ولد في 1 يوليو 1982 في إندونيسيا. لعب مع PSAP Sigli ‏.

## وصلات خارجية
- بسطامي (لاعب كرة قدم) على موقع قاعدة بيانات كرة القدم.إي يو (الإنجليزية)
- بسطامي (لاعب كرة قدم) على موقع Soccerway.com (الإنجليزية)